# Together (Together歌曲)
Together是法国浩室电子音乐双人组合Together的首个单曲，该组合由托马斯·本高特和DJ Falcon组成。

## 背景
Falcon回忆说，他和本高特的生日只相差一天；因此本高特选择了中间的一天来合作创作一首新歌。Together以电影欢乐谷中的一小段台词作为开场。电影中保龄球场景中出现了这样一句台词：（「A time has come to make a decision: are we in this thing alone, or are we in it together?」）“是时候做出决定了：我们是孤身一人，还是一起面对？”歌曲中的主唱由无数个循环的『Together』一词组成，取样自美国女子组合Sweet Sensation的歌曲Sincerely Yours。在音乐的背景人声 (指声量低于主播放歌词Together的低音人声) 循环播放的『Together』一词，取自 Slave的歌曲Because of You。低音贝斯线是从飛越贝弗利主题曲中插入的。
这首歌被用作他们2007年Alive演唱会的返场曲目。那场返场曲目还包括Stardust的Music Sounds Better with You、One More Time、Aerodynamic、Human After All、Revolution 909的元素，以及法国电子音乐家Para One混音版的The Prime Time of Your Life。

## 曲目列表
1. "Together" – 7:05